# Macrochernes wrightii
Espèce
Synonymes
- Chelifer wrightii Hagen, 1868

Macrochernes wrightii est une espèce de pseudoscorpions de la famille des Chernetidae.

## Distribution
Cette espèce est endémique de Cuba.

## Publication originale
- Hagen, 1868 : The American pseudo-scorpions. Record of American Entomology for the Year 1868, p. 48-52 (texte intégral).